# 勝賀村
勝賀村（かつがむら）は、かつて岐阜県海津郡に存在した村である。
現在の海津市平田町勝賀、平田町須賀に該当する。
村名は、前身の村名から一文字ずつとった合成地名である。
勝賀村発足時は海西郡の村であったが、郡制施行後、海津郡の村となっている。

## 歴史
- 1875年（明治8年） - 勝村、須賀村が合併し、勝賀村となる。
- 1889年（明治22年）7月1日 - 町村制により勝賀村発足。
- 1897年（明治30年）4月1日[1] - 郡制に基づき、下石津郡、海西郡と安八郡の一部が合併し、海津郡になる。勝賀村は海津郡の村となる。
- 1897年（明治30年）4月1日 - 野寺村、幡長村、岡村、者結村、蛇池村と合併し、海西村が発足。同日勝賀村は廃止。

## 神社・仏閣
- 八幡神社